# Chiesa di San Leonardo (Florinas)
La chiesa campestre di San Leonardo è un edificio religioso situato in territorio di Florinas, nella Sardegna settentrionale.
Originariamente consacrato al culto cattolico, è stato in seguito adibito a casa di civile abitazione ed infine abbandonato.

## Altri progetti

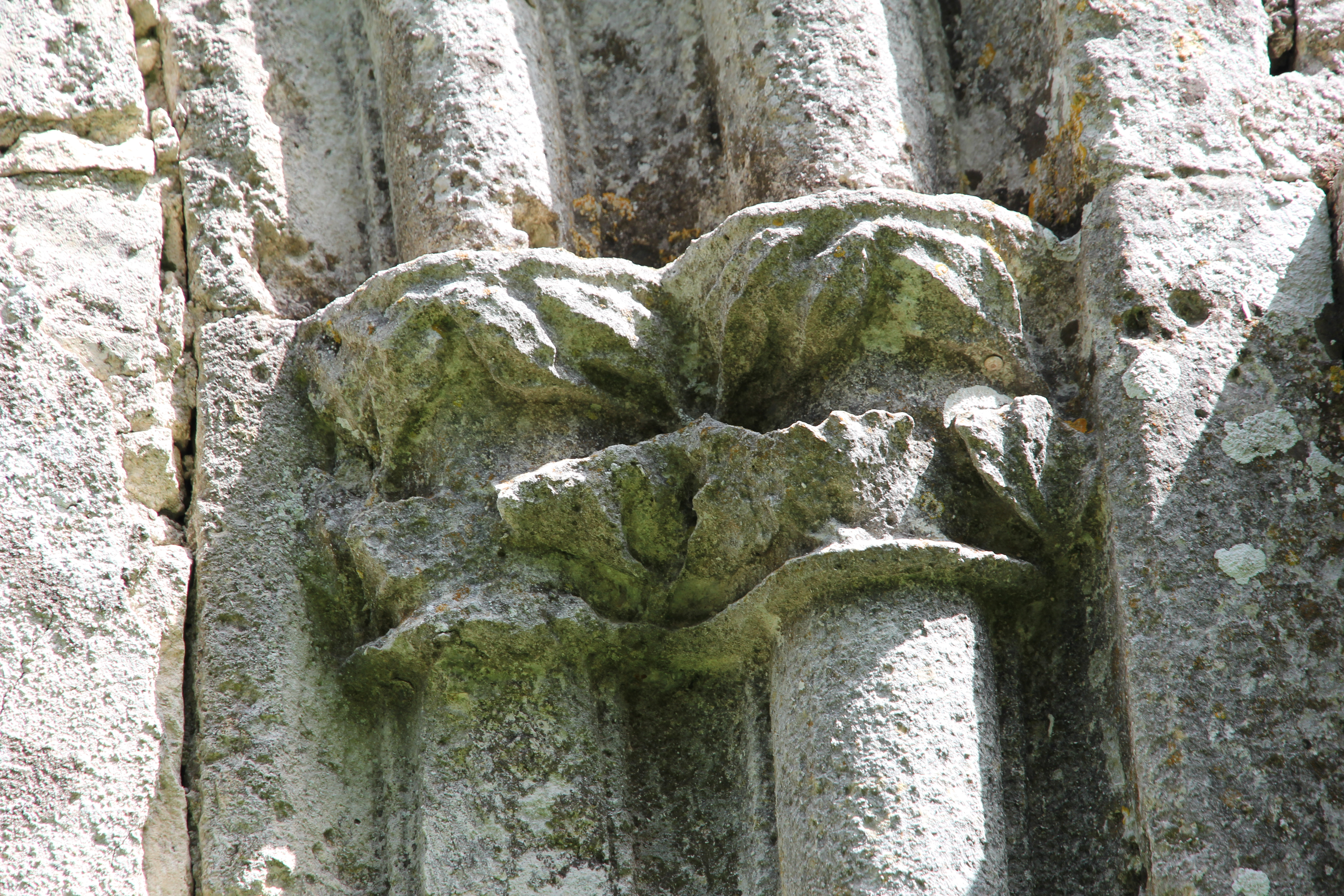